# Província de Misiones
Misiones, al text de la Constitució provincial: Província de Misiones, és una de les vint-i-tres províncies de la República Argentina, és un dels vint-i-quatre estats autogovernats o jurisdiccions de primer ordre que conformen el país, i un dels vint-i-quatre districtes electorals legislatius nacionals. La seva capital i ciutat més poblada és Posadas.
Està situada segons la divisió formal, a la regió del Nord-est argentí. Limita a l'oest amb el Paraguai, del que està separada pel riu Paraná, a l'est, nord i sud amb Brasil, per mitjà dels rius Iguaçú, San Antonio, Pepirí Guazú i Uruguai, a més d'uns 20 km de frontera seca; i al sud-oest amb la província de Corrientes pels rierols Itaembé i Chimiray juntament amb un tram de frontera seca de 30 km. La seva població el 2015 era d'1.189.446 habitants.
Va ser una àrea d'activitat missionera catòlica duta a terme per la Companyia de Jesús en el qual fou anomenada província de Paraguay a començaments del segle xvii. En 1984 les ruïnes de les quatre missions a l'Argentina foren designades Patrimoni de la Humanitat per la UNESCO.

## Geografia
El seu territori ocupa una superfície de 29 801 km², la que es compara amb la de Bèlgica. És la segona província més petita després de Tucumán: representa solament un 0.8 % del total del país.

## Divisió administrativa

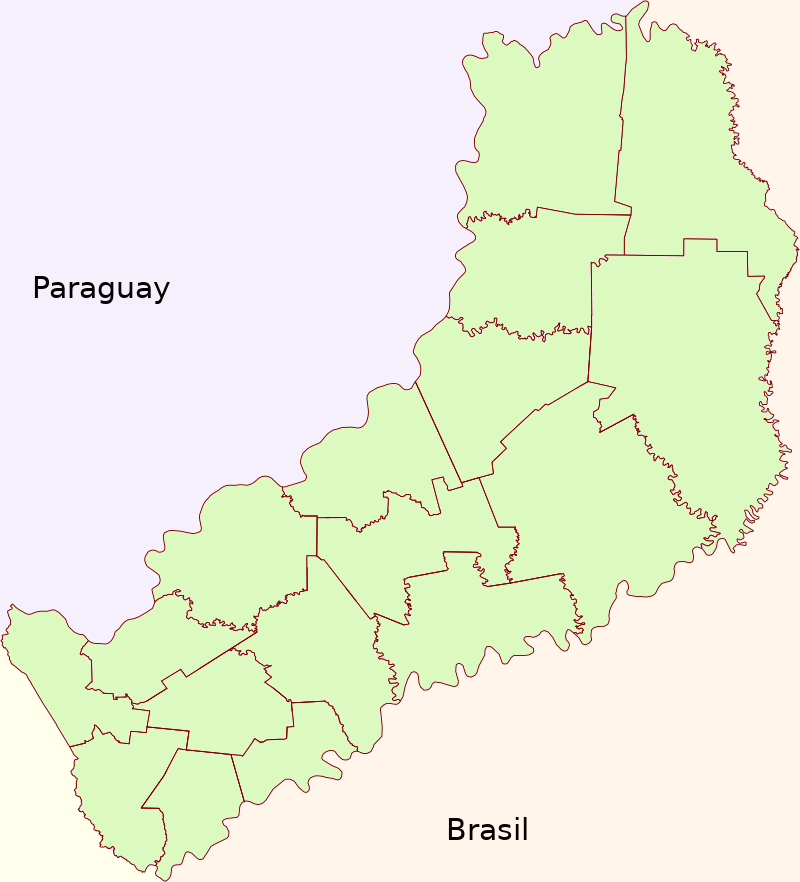
Divisió política de la província de Misiones i la seva capital.

La província es troba dividida en 75 municipis agrupats en 17 departaments. Cap part del territori provincial queda fora dels municipis (sistema d'ejidos adjacents).
Misiones reconeix l'autonomia municipal. Per veure una llista alfabètica i detallada dels municipis consulteu llista de municipis de Misiones, per a informació sobre l'organització municipal de la província, vegeu Organització municipal de Misiones. La següent és la llista de departaments amb els municipis en què es divideix cadascun.
| Departament                   | Capçalera               | Altres municipis                                                                                                 |
| ----------------------------- | ----------------------- | --- |
| Apóstoles                     | Apóstoles               | Azara - San José - Tres Capones                                                                                  |
| Cainguás                      | Campo Grande            | Aristóbulo del Valle - Dos de Mayo                                                                               |
| Candelaria                    | Santa Ana               | Bonpland - Loreto - Cerro Corá - Mártires - Profundidad - Candelaria                                             |
| Capital                       | Posadas                 | Garupá - Fachinal                                                                                                |
| Concepción                    | Concepción de la Sierra | Santa María |
| Eldorado                      | Eldorado                | Colonia Delicia - 9 de Julio - Santiago de Liniers- Colonia Victoria                                             |
| General Manuel Belgrano       | Bernardo de Irigoyen    | Comandante Andresito - San Antonio                                                                               |
| Guaraní                       | El Soberbio             | San Vicente |
| Iguazú                        | Puerto Esperanza        | Puerto Iguazú - Colonia Wanda - Puerto Libertad                                                                  |
| Leandro N. Alem               | Leandro N. Alem         | Cerro Azul - Dos Arroyos - Gobernador López - Arroyo del Medio - Olegario Víctor Andrade - Caá Yarí - Almafuerte |
| Libertador General San Martín | Puerto Rico             | Garuhapé - Capioví - El Alcázar - Puerto Leoni - Ruiz de Montoya                                                 |
| Montecarlo                    | Montecarlo              | Puerto Piray - Caraguatay                                                                                        |
| Oberá                         | Oberá                   | Campo Ramón - Campo Viera - Guaraní - Los Helechos - Colonia Alberdi - Panambí - San Martín - General Alvear     |
| San Ignacio                   | San Ignacio             | Jardín América - Santo Pipó - Corpus - Hipólito Yrigoyen - General Urquiza - Colonia Polana - Gobernador Roca    |
| San Javier                    | San Javier              | Itacaruaré - Mojón Grande - Florentino Ameghino                                                                  |
| San Pedro                     | San Pedro               | |
| 25 de Mayo                    | Alba Posse              | Colonia Aurora - 25 de Mayo                                                                                      |